# Wireless USB

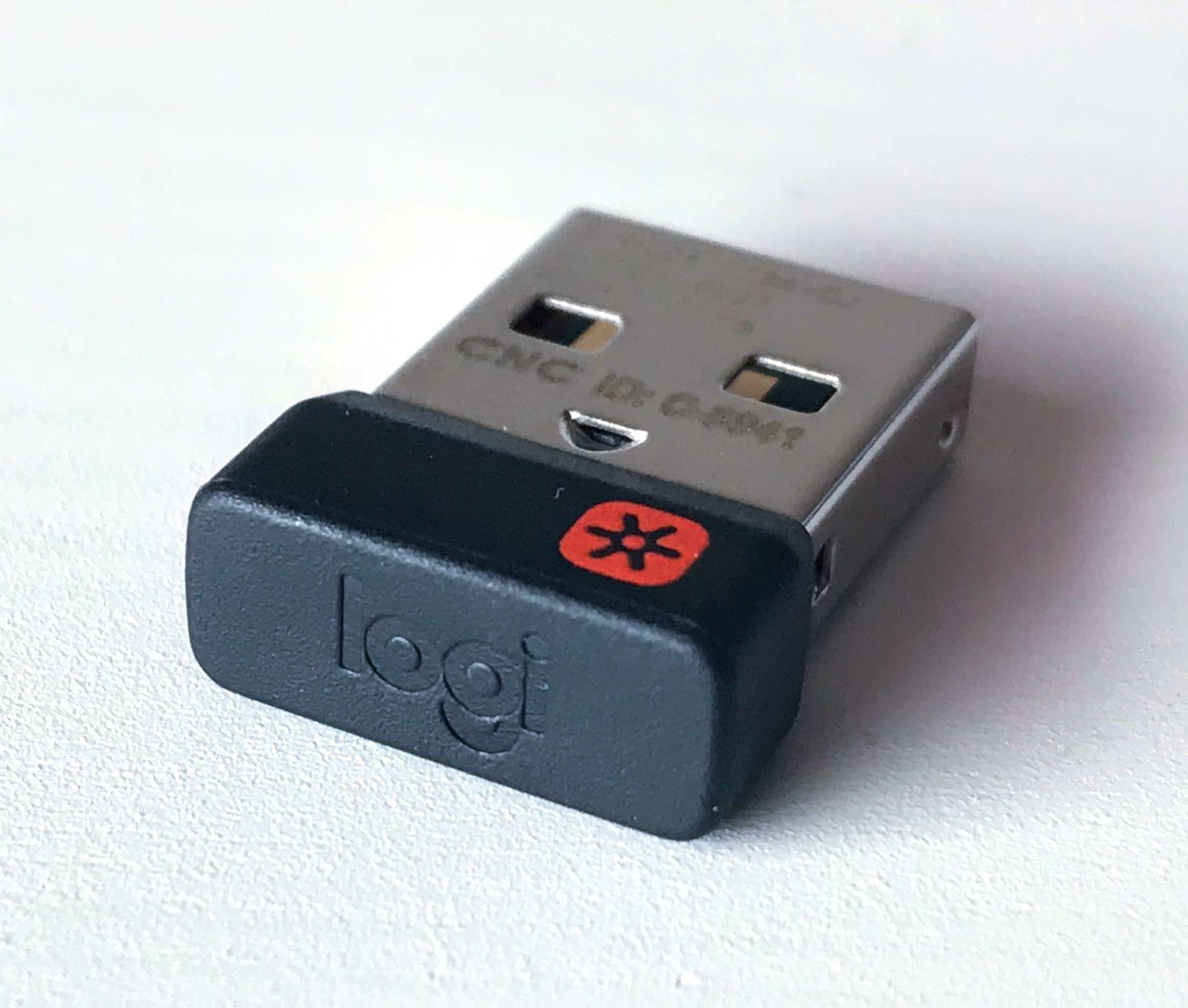
Logitech Unificador Receptor USB

Wireless USB, também conhecido popularmente como USB sem fio (ou ainda por vezes WUSB), é uma tecnologia que promete suceder a tecnologia USB atual, simplesmente com a eliminação dos cabos e fios.

## Introdução
Atualmente, as tecnologias wireless estão tornando-se mais e mais capazes e tendo seu custo reduzido. A tecnologia de rádio Ultra-Wide-Band (UWB), em particular, tem as características que combinam como uso tradicional do USB muito bem. UWB suporta a largura banda elevada (480Mb/s) mas somente em alcance limitado (até 3 metros). Aplicar esta tecnologia wireless ao USB livra o usuário de preocupar-se sobre cabos; onde os encontrar, onde pilotar, como os amarrar para não tropeçar neles, como os arranjar para não parecer uma bagunça e etc. Faz a USB ainda mais fácil de usar.
Naturalmente, perdendo o cabo, significa também perder uma fonte de energia para os periféricos. Para dispositivos com energia própria isso não é um problema, mas para dispositivos portáteis, energizados pelo barramento, o USB wireless apresenta alguns desafios onde soluções inovadoras serão necessárias para se adequar às necessidades dos usuários.
O USB (wired ou wireless) continua a ser a resposta a conectividade para a arquitetura do PC. É uma interface rápida, bidirecional, de baixo custo, que é consistente com as exigências da plataforma do PC de hoje e amanhã.

## Visão geral da arquitetura
Este capítulo apresenta uma vista geral dos conceitos da arquitetura USB. O USB wireless é um barramento que permite a troca de dados entre um dispositivo host (tipicamente um PC) e uma escala larga de periféricos simultaneamente. Os periféricos compartilham a banda através de um protocolo baseado em TDMA ( Time Division Multiple Access ). O barramento permite que periféricos sejam conectados, configurados, usados, e desconectados enquanto o host e outros periféricos estiverem em operação. As definições da segurança são fornecidas para assegurar associações seguras entre host e dispositivos, e para assegurar uma comunicação confidencial.

## Topologia
O Wireless USB conecta dispositivos de USB com o host usando um modelo ‘hub and spoke’. O host wireless do USB é o “hub” no centro, e cada dispositivo é a extremidade de um ”spoke”. Cada “spoke” é uma conexão ponto-a-ponto entre o host e o dispositivo. Desse modo os hosts wireless USB podem suportar até 127 dispositivos.

## Protocolo
Logicamente, o USB wireless é um protocolo baseado em TDMA, similar ao USB wired. O controlador do host inicia todas as transferências de dados. Como o USB wired, cada transferência consiste logicamente em três pacotes: token, dados, e handshake. Entretanto, para aumentar a eficiência do uso da camada física eliminando transições caras entre a emissão e a recepção, os hosts combinam a informação de token múltipla em um único pacote. Nesse pacote, o host indica o tempo específico que os dispositivos apropriados devem aguardar até escutar um pacote de dados OUT, ou transmite um pacote de dados IN ou um handshake.